# Suphalomitus formosanus
Suphalomitus formosanus is een insect uit de familie van de vlinderhaften (Ascalaphidae), die tot de orde netvleugeligen (Neuroptera) behoort. 
Suphalomitus formosanus is voor het eerst wetenschappelijk beschreven door Esben-Petersen in 1913.